# Balanea
Balanea o Baniyas, (en llatí Balanea, en grec antic Βαλαναία 'Balanaia', en àrab ياس Bāniyās) també anomenada Bulunyas o Leucas en època antiga, és una ciutat siriana al peu del turó Kalcat al-Markwab, a 55 km al sud de Latakia (antiga Laodicea) i a 35 km al nord de Tartus. Disposa d'una refineria de petroli. No lluny es conserven les restes de la fortalesa de Margat.

## Història
Era una antiga ciutat de Síria, dependent d'Arados a uns 40 km de Gabala, situada prop del riu Banias en una bona situació geogràfica i estratègica. La Taula de Peutinger l'anomena Balneis, i el nom deriva segurament dels banys medicinals que posseïa. Es conserven restes romanes i d'una església cristiana de l'edat mitjana. Prop del mar hi ha força columnes, i a l'est hi ha un turó amb unes ruïnes que semblen de l'acròpoli. Se suposa que va ser una fundació fenícia. S'hi han trobat monedes del temps dels selèucides.
La ciutat va créixer després entorn d'uns banys romans. Cap al segle iv era un bisbat (un bisbe de Balanea signà les actes del concili de Nicea I). El seu nom apareix com a Valània durant les croades, i tenia un castell anomenat Margat a la rodalia. La ciutat de Valània (o Valènia, francès Valénie) la van ocupar els croats el 1109 i el castell de Margat el 1118. Va ser un dels principals feus del principat d'Antioquia just a la frontera amb el comtat de Trípoli. El 1176 va passar a dependre de l'Orde hospitaler que la van conservar i es va mantenir com un dels darrers reductes croats, que va resistir fins al 1285 quan la va ocupar el mameluc Qalàwun. Els atacs soferts els darrers anys la van damnar seriosament i va quedar abandonada i deserta, sent substituïda per Markab. En època moderna ressorgí la vila de Valènia.